# Esquadrão N.º 19 da RAF
O Esquadrão N.º 19 (em inglês "Esquadrão N.º 19", às vezes escrito como No. XIX Squadron) foi um esquadrão da Real Força Aérea. Formado no dia 1 de setembro de 1915 como um esquadrão do Royal Flying Corps, a unidade serviu durante a Primeira Guerra Mundial. Foi o primeiro esquadrão da RAF a operar o Supermarine Spitfire em 4 de agosto de 1938, que voou durante a maior parte da Segunda Guerra Mundial. O esquadrão operou vários tipos diferentes durante a Guerra Fria, desde o Gloster Meteor F.4 até ao McDonnell Douglas Phantom FGR.2. A unidade operou mais recentemente o BAe Hawk T.1, T.1A e T.2 do RAF Valley até que foi dissolvido em 24 de novembro de 2011.